# Nimrod (Minnesota)
Nimrod és una població dels Estats Units a l'estat de Minnesota. Segons el cens del 2000 tenia 75 habitants.

## Demografia
Segons el cens del 2000, Nimrod tenia 75 habitants, 35 habitatges, i 17 famílies. La densitat de població era de 31,1 habitants per km².
Dels 35 habitatges en un 17,1% hi vivien nens de menys de 18 anys, en un 45,7% hi vivien parelles casades, en un 5,7% dones solteres, i en un 48,6% no eren unitats familiars. En el 34,3% dels habitatges hi vivien persones soles l'11,4% de les quals corresponia a persones de 65 anys o més que vivien soles. El nombre mitjà de persones vivint en cada habitatge era de 2,14 i el nombre mitjà de persones que vivien en cada família era de 2,78.
Per edats la població es repartia de la següent manera: un 17,3% tenia menys de 18 anys, un 8% entre 18 i 24, un 24% entre 25 i 44, un 30,7% de 45 a 60 i un 20% 65 anys o més.
L'edat mediana era de 48 anys. Per cada 100 dones de 18 o més anys hi havia 93,8 homes.
La renda mediana per habitatge era de 30.313 $ i la renda mediana per família de 46.250 $. Els homes tenien una renda mediana de 28.750 $ mentre que les dones 19.375 $. La renda per capita de la població era de 15.413 $. Cap de les famílies i el 6,8% de la població estaven per davall del llindar de pobresa.

## Poblacions més properes
El següent diagrama mostra les poblacions més properes.